# Confines (ort)
Confines är en ort i Colombia.   Den ligger i departementet Santander, i den centrala delen av landet, 220 km norr om huvudstaden Bogotá. Confines ligger 1 527 meter över havet och antalet invånare är 472.
Terrängen runt Confines är lite bergig. Runt Confines är det ganska tätbefolkat, med 124 invånare per kvadratkilometer. Närmaste större samhälle är Socorro, 11,8 km norr om Confines. Omgivningarna runt Confines är en mosaik av jordbruksmark och naturlig växtlighet.